# European Rugby Champions Cup 2014/15
Der European Rugby Champions Cup 2014/15 war die erste Ausgabe des European Rugby Champions Cup, des wichtigsten europäischen Pokalwettbewerbs im Rugby Union. Dieser Wettbewerb ist der Nachfolger des von 1995 bis 2014 existierenden Heineken Cup. Es waren 20 Teams aus sechs Ländern beteiligt. Der Wettbewerb begann am 17. Oktober 2014, das Finale fand am 2. Mai 2015 im Twickenham Stadium in London statt. Den Titel gewann der französische Verein RC Toulon.

## Teilnehmer
Teilnahmeberechtigt waren folgende Teams:
- die sechs Bestplatzierten der English Premiership in England
- die sechs Bestplatzierten der Top 14 in Frankreich
- von der Pro12 jeweils das bestplatzierte Team aus Italien, Irland, Schottland und Wales
- zusätzlich von der Pro12 die drei besten, noch nicht berücksichtigten Teams gemäß Tabellenplatz
- der Gewinner eines Play-offs zwischen dem Siebtplatzierten der Premiership und dem Siebtplatzierten der Top 14

## Modus
Es gab fünf Gruppen mit je vier Teams. Jedes Team spielte je ein Heim- und ein Auswärtsspiel gegen die drei Gruppengegner. In der Gruppenphase erhielten die Teams:
- vier Punkte für einen Sieg
- zwei Punkte für ein Unentschieden
- einen Bonuspunkt bei vier oder mehr Versuchen
- einen Bonuspunkt bei einer Niederlage mit sieben oder weniger Punkten Differenz

Für das Viertelfinale qualifizierten sich die fünf Gruppensieger (nach Anzahl gewonnener Punkte auf den Plätzen 1–5 klassiert) und die drei besten Gruppenzweiten (auf den Plätzen 6–8 klassiert). Teams auf den Plätzen 1–4 hatten im Viertelfinale Heimrecht. Es spielten der Erste gegen den Achten, der Zweite gegen den Siebten, der Dritte gegen den Sechsten und der Vierte gegen den Fünften. Im Unterschied zum Heineken Cup nahm keine Mannschaft an der Endrunde des European Rugby Challenge Cup 2014/15 teil.

## Play-off Premiership/Top 14
Die Siebtplatzierten der Premiership und der Top 14 trugen je ein Heim- und Auswärtsspiel aus, um den 20. Teilnehmer zu ermitteln.
| 18. Mai 2014 15:00 WESZ | Wasps RFC       | 30 : 29 | Stade Français | Adams Park, High Wycombe Zuschauer: 5.125 Schiedsrichter: John Lacey (Irland) |
| 18. Mai 2014 15:00 WESZ | (13:12) Bericht |         |                | Adams Park, High Wycombe Zuschauer: 5.125 Schiedsrichter: John Lacey (Irland) |

| 24. Mai 2014 14:45 MESZ | Stade Français | 6 : 20 | Wasps RFC | Stade Jean-Bouin, Paris Zuschauer: 9.000 Schiedsrichter: Nigel Owens (Wales) |
| 24. Mai 2014 14:45 MESZ | (6:10) Bericht |        |           | Stade Jean-Bouin, Paris Zuschauer: 9.000 Schiedsrichter: Nigel Owens (Wales) |

Mit einem Gesamtergebnis von 50:35 qualifizierte sich der Wasps RFC.

## Auslosung
Die Teilnehmer wurden am 10. Juni 2014 im Stade de la Maladière in Neuchâtel den Vorrundengruppen zugelost. Die Setzreihenfolge basierte auf der Leistung in den jeweiligen Meisterschaften.
| Topf 1 | Leinster Rugby    | Saracens      | RC Toulon        | Northampton Saints        | Glasgow Warriors       |
| Topf 2 | Castres Olympique | Munster Rugby | Leicester Tigers | Montpellier Hérault Rugby | Racing Métro 92        |
| Topf 3 | Harlequins        | Ulster Rugby  | Ospreys          | Bath Rugby                | ASM Clermont Auvergne  |
| Topf 4 | Scarlets          | Sale Sharks   | Stade Toulousain | Wasps RFC                 | Benetton Rugby Treviso |

## Gruppenphase

### Gruppe 1
|    | Team                  | Spiele | Siege | Unent. | Ndlg. | Spiel- punkte | Diff. | Bonus- punkte | Tabellen- punkte |
| -- | --------------------- | ------ | ----- | ------ | ----- | ------------- | ----- | ------------- | ---------------- |
| 1. | ASM Clermont Auvergne | 6      | 5     | 0      | 1     | 140:80        | + 60  | 2             | 22               |
| 2. | Saracens              | 6      | 4     | 0      | 2     | 119:95        | + 24  | 1             | 17               |
| 3. | Munster Rugby         | 6      | 3     | 0      | 3     | 144:114       | + 30  | 3             | 15               |
| 4. | Sale Sharks           | 6      | 0     | 0      | 6     | 82:196        | − 114 | 2             | 2                |

| 18. Oktober 2014 13:00 WESZ | Sale Sharks    | 26 : 27 | Munster Rugby | AJ Bell Stadium, Salford Zuschauer: 9.879 Schiedsrichter: Mathieu Raynal (Frankreich) |
| 18. Oktober 2014 13:00 WESZ | (23:7) Bericht |         |               | AJ Bell Stadium, Salford Zuschauer: 9.879 Schiedsrichter: Mathieu Raynal (Frankreich) |

| 18. Oktober 2014 15:15 WESZ | Saracens        | 30 : 23 | ASM Clermont Auvergne | Allianz Park, London Zuschauer: 9.902 Schiedsrichter: John Lacey (Irland) |
| 18. Oktober 2014 15:15 WESZ | (10:10) Bericht |         |                       | Allianz Park, London Zuschauer: 9.902 Schiedsrichter: John Lacey (Irland) |

| 24. Oktober 2014 19:45 WESZ | Munster Rugby | 14 : 3 | Saracens | Thomond Park, Limerick Zuschauer: 26.000 Schiedsrichter: Jérôme Garcès (Frankreich) |
| 24. Oktober 2014 19:45 WESZ | (3:3) Bericht |        |          | Thomond Park, Limerick Zuschauer: 26.000 Schiedsrichter: Jérôme Garcès (Frankreich) |

| 26. Oktober 2014 16:15 MEZ | ASM Clermont Auvergne | 35 : 3 | Sale Sharks | Stade Marcel-Michelin, Clermont-Ferrand Zuschauer: 17.591 Schiedsrichter: George Clancy (England) |
| 26. Oktober 2014 16:15 MEZ | (13:3) Bericht        |        |             | Stade Marcel-Michelin, Clermont-Ferrand Zuschauer: 17.591 Schiedsrichter: George Clancy (England) |

| 6. Dezember 2014 13:00 WEZ | Sale Sharks     | 15 : 19 | Saracens | AJ Bell Stadium, Salford Zuschauer: 7.053 Schiedsrichter: Leighton Hodges (Wales) |
| 6. Dezember 2014 13:00 WEZ | (10:11) Bericht |         |          | AJ Bell Stadium, Salford Zuschauer: 7.053 Schiedsrichter: Leighton Hodges (Wales) |

| 6. Dezember 2014 17:30 WEZ | Munster Rugby  | 9 : 16 | ASM Clermont Auvergne | Thomond Park, Limerick Zuschauer: 25.600 Schiedsrichter: Wayne Barnes (England) |
| 6. Dezember 2014 17:30 WEZ | (6:16) Bericht |        |                       | Thomond Park, Limerick Zuschauer: 25.600 Schiedsrichter: Wayne Barnes (England) |

| 13. Dezember 2014 17:15 WEZ | Saracens       | 28 : 15 | Sale Sharks | Allianz Park, London Zuschauer: 7.561 Schiedsrichter: Jérôme Garcès (Frankreich) |
| 13. Dezember 2014 17:15 WEZ | (11:8) Bericht |         |             | Allianz Park, London Zuschauer: 7.561 Schiedsrichter: Jérôme Garcès (Frankreich) |

| 14. Dezember 2014 16:15 WEZ | ASM Clermont Auvergne | 26 : 19 | Munster Rugby | Stade Marcel-Michelin, Clermont-Ferrand Zuschauer: 17.723 Schiedsrichter: Nigel Owens (Wales) |
| 14. Dezember 2014 16:15 WEZ | (15:6) Bericht        |         |               | Stade Marcel-Michelin, Clermont-Ferrand Zuschauer: 17.723 Schiedsrichter: Nigel Owens (Wales) |

| 17. Januar 2015 13:00 WEZ | Saracens       | 33 : 10 | Munster Rugby | Allianz Park, London Zuschauer: 9.999 Schiedsrichter: Romain Poite (Frankreich) |
| 17. Januar 2015 13:00 WEZ | (23:3) Bericht |         |               | Allianz Park, London Zuschauer: 9.999 Schiedsrichter: Romain Poite (Frankreich) |

| 17. Januar 2015 17:30 WEZ | Sale Sharks   | 13 : 22 | ASM Clermont Auvergne | AJ Bell Stadium, Salford Zuschauer: 6.108 Schiedsrichter: Ian Davies (Wales) |
| 17. Januar 2015 17:30 WEZ | (3:6) Bericht |         |                       | AJ Bell Stadium, Salford Zuschauer: 6.108 Schiedsrichter: Ian Davies (Wales) |

| 25. Januar 2015 15:15 WEZ | Munster Rugby   | 65 : 10 | Sale Sharks | Thomond Park, Limerick Zuschauer: 17.685 Schiedsrichter: Marius Mitrea (Italien) |
| 25. Januar 2015 15:15 WEZ | (13:10) Bericht |         |             | Thomond Park, Limerick Zuschauer: 17.685 Schiedsrichter: Marius Mitrea (Italien) |

| 25. Januar 2015 16:15 MEZ | ASM Clermont Auvergne | 18 : 6 | Saracens | Stade Marcel-Michelin, Clermont-Ferrand Zuschauer: 17.787 Schiedsrichter: George Clancy (Irland) |
| 25. Januar 2015 16:15 MEZ | (10:3) Bericht        |        |          | Stade Marcel-Michelin, Clermont-Ferrand Zuschauer: 17.787 Schiedsrichter: George Clancy (Irland) |

### Gruppe 2
|    | Team              | Spiele | Siege | Unent. | Ndlg. | Spiel- punkte | Diff. | Bonus- punkte | Tabellen- punkte |
| -- | ----------------- | ------ | ----- | ------ | ----- | ------------- | ----- | ------------- | ---------------- |
| 1. | Leinster Rugby    | 6      | 4     | 1      | 1     | 148:101       | + 47  | 2             | 20               |
| 2. | Wasps RFC         | 6      | 3     | 1      | 2     | 155:105       | + 50  | 4             | 18               |
| 2. | Harlequins        | 6      | 4     | 0      | 2     | 135:99        | + 36  | 2             | 18               |
| 4. | Castres Olympique | 6      | 0     | 0      | 6     | 86:219        | − 133 | 1             | 1                |

| 17. Oktober 2014 19:45 WESZ | Harlequins    | 25 : 9 | Castres Olympique | The Stoop, London Zuschauer: 12.618 Schiedsrichter: Nigel Owens (Wales) |
| 17. Oktober 2014 19:45 WESZ | (3:3) Bericht |        |                   | The Stoop, London Zuschauer: 12.618 Schiedsrichter: Nigel Owens (Wales) |

| 19. Oktober 2014 17:15 WESZ | Leinster Rugby  | 25 : 20 | Wasps RFC | RDS Arena, Dublin Zuschauer: 17.558 Schiedsrichter: Leighton Hodges (Wales) |
| 19. Oktober 2014 17:15 WESZ | (11:20) Bericht |         |           | RDS Arena, Dublin Zuschauer: 17.558 Schiedsrichter: Leighton Hodges (Wales) |

| 26. Oktober 2014 14:00 MEZ | Castres Olympique | 16 : 21 | Leinster Rugby | Stade Pierre-Antoine, Castres Zuschauer: 9.387 Schiedsrichter: Greg Garner (England) |
| 26. Oktober 2014 14:00 MEZ | (7:9) Bericht     |         |                | Stade Pierre-Antoine, Castres Zuschauer: 9.387 Schiedsrichter: Greg Garner (England) |

| 26. Oktober 2014 17:15 WEZ | Wasps RFC       | 16 : 23 | Harlequins | Adams Park, High Wycombe Zuschauer: 6.739 Schiedsrichter: Marius Mitrea (Italien) |
| 26. Oktober 2014 17:15 WEZ | (10:13) Bericht |         |            | Adams Park, High Wycombe Zuschauer: 6.739 Schiedsrichter: Marius Mitrea (Italien) |

| 7. Dezember 2014 14:00 MEZ | Castres Olympique | 17 : 32 | Wasps RFC | Stade Pierre-Antoine, Castres Zuschauer: 7.204 Schiedsrichter: George Clancy (Irland) |
| 7. Dezember 2014 14:00 MEZ | (14:15) Bericht   |         |           | Stade Pierre-Antoine, Castres Zuschauer: 7.204 Schiedsrichter: George Clancy (Irland) |

| 7. Dezember 2014 15:15 WEZ | Harlequins    | 24 : 18 | Leinster Rugby | The Stoop, London Zuschauer: 14.800 Schiedsrichter: Jérôme Garcès (Frankreich) |
| 7. Dezember 2014 15:15 WEZ | (9:9) Bericht |         |                | The Stoop, London Zuschauer: 14.800 Schiedsrichter: Jérôme Garcès (Frankreich) |

| 13. Dezember 2014 19:45 WEZ | Leinster Rugby | 14 : 13 | Harlequins | Aviva Stadium, Dublin Zuschauer: 38.500 Schiedsrichter: Romain Poite (Frankreich) |
| 13. Dezember 2014 19:45 WEZ | (11:0) Bericht |         |            | Aviva Stadium, Dublin Zuschauer: 38.500 Schiedsrichter: Romain Poite (Frankreich) |

| 14. Dezember 2014 13:00 WEZ | Wasps RFC      | 44 : 17 | Castres Olympique | Adams Park, High Wycombe Zuschauer: 6.507 Schiedsrichter: John Lacey (Irland) |
| 14. Dezember 2014 13:00 WEZ | (25:5) Bericht |         |                   | Adams Park, High Wycombe Zuschauer: 6.507 Schiedsrichter: John Lacey (Irland) |

| 17. Januar 2015 17:30 WEZ | Leinster Rugby | 50 : 8 | Castres Olympique | RDS Arena, Dublin Zuschauer: 18.018 Schiedsrichter: Marius Mitrea (Italien) |
| 17. Januar 2015 17:30 WEZ | (31:3) Bericht |        |                   | RDS Arena, Dublin Zuschauer: 18.018 Schiedsrichter: Marius Mitrea (Italien) |

| 17. Januar 2015 19:45 WEZ | Harlequins     | 3 : 23 | Wasps RFC | The Stoop, London Zuschauer: 14.132 Schiedsrichter: Nigel Owens (Wales) |
| 17. Januar 2015 19:45 WEZ | (0:17) Bericht |        |           | The Stoop, London Zuschauer: 14.132 Schiedsrichter: Nigel Owens (Wales) |

| 24. Januar 2015 13:00 WEZ | Wasps RFC      | 20 : 20 | Leinster Rugby | Ricoh Arena, Coventry Zuschauer: 23.439 Schiedsrichter: Jérôme Garcès (Frankreich) |
| 24. Januar 2015 13:00 WEZ | (6:20) Bericht |         |                | Ricoh Arena, Coventry Zuschauer: 23.439 Schiedsrichter: Jérôme Garcès (Frankreich) |

| 24. Januar 2015 14:00 MEZ | Castres Olympique | 19 : 47 | Harlequins | Stade Pierre-Antoine, Castres Zuschauer: 6.800 Schiedsrichter: Peter Fitzgibbon (Irland) |
| 24. Januar 2015 14:00 MEZ | (14:21) Bericht   |         |            | Stade Pierre-Antoine, Castres Zuschauer: 6.800 Schiedsrichter: Peter Fitzgibbon (Irland) |

### Gruppe 3
|    | Team             | Spiele | Siege | Unent. | Ndlg. | Spiel- punkte | Diff. | Bonus- punkte | Tabellen- punkte |
| -- | ---------------- | ------ | ----- | ------ | ----- | ------------- | ----- | ------------- | ---------------- |
| 1. | RC Toulon        | 6      | 5     | 0      | 1     | 181:89        | + 92  | 2             | 22               |
| 2. | Leicester Tigers | 6      | 3     | 0      | 3     | 108:126       | − 18  | 1             | 13               |
| 3. | Ulster Rugby     | 6      | 2     | 0      | 4     | 116:146       | − 30  | 4             | 12               |
| 4. | Scarlets         | 6      | 2     | 0      | 4     | 90:134        | − 44  | 0             | 8                |

| 18. Oktober 2014 19:45 WESZ | Leicester Tigers | 25 : 18 | Ulster Rugby | Welford Road Stadium, Leicester Zuschauer: 19.943 Schiedsrichter: Romain Poite (Frankreich) |
| 18. Oktober 2014 19:45 WESZ | (19:3) Bericht   |         |              | Welford Road Stadium, Leicester Zuschauer: 19.943 Schiedsrichter: Romain Poite (Frankreich) |

| 19. Oktober 2014 16:15 MESZ | RC Toulon       | 28 : 18 | Scarlets | Stade Mayol, Toulon Zuschauer: 14.391 Schiedsrichter: JP Doyle (England) |
| 19. Oktober 2014 16:15 MESZ | (18:13) Bericht |         |          | Stade Mayol, Toulon Zuschauer: 14.391 Schiedsrichter: JP Doyle (England) |

| 25. Oktober 2014 13:00 WESZ | Ulster Rugby   | 13 : 23 | RC Toulon | Ravenhill Stadium, Belfast Zuschauer: 16.931 Schiedsrichter: Wayne Barnes (England) |
| 25. Oktober 2014 13:00 WESZ | (3:16) Bericht |         |           | Ravenhill Stadium, Belfast Zuschauer: 16.931 Schiedsrichter: Wayne Barnes (England) |

| 25. Oktober 2014 19:45 WESZ | Scarlets      | 15 : 3 | Leicester Tigers | Parc y Scarlets, Llanelli Zuschauer: 8.235 Schiedsrichter: John Lacey (Irland) |
| 25. Oktober 2014 19:45 WESZ | (8:3) Bericht |        |                  | Parc y Scarlets, Llanelli Zuschauer: 8.235 Schiedsrichter: John Lacey (Irland) |

| 6. Dezember 2014 19:45 WEZ | Ulster Rugby   | 24 : 9 | Scarlets | Ravenhill Stadium, Belfast Zuschauer: 15.946 Schiedsrichter: Luke Pearce (England) |
| 6. Dezember 2014 19:45 WEZ | (14:6) Bericht |        |          | Ravenhill Stadium, Belfast Zuschauer: 15.946 Schiedsrichter: Luke Pearce (England) |

| 7. Dezember 2014 17:30 WEZ | Leicester Tigers | 25 : 21 | RC Toulon | Welford Road Stadium, Leicester Zuschauer: 22.114 Schiedsrichter: Nigel Owens (Wales) |
| 7. Dezember 2014 17:30 WEZ | (13:13) Bericht  |         |           | Welford Road Stadium, Leicester Zuschauer: 22.114 Schiedsrichter: Nigel Owens (Wales) |

| 13. Dezember 2014 16:15 MEZ | RC Toulon      | 23 : 8 | Leicester Tigers | Stade Mayol, Toulon Zuschauer: 15.045 Schiedsrichter: George Clancy (Irland) |
| 13. Dezember 2014 16:15 MEZ | (16:5) Bericht |        |                  | Stade Mayol, Toulon Zuschauer: 15.045 Schiedsrichter: George Clancy (Irland) |

| 14. Dezember 2014 17:15 WEZ | Scarlets       | 22 : 13 | Ulster Rugby | Parc y Scarlets, Llanelli Zuschauer: 7.230 Schiedsrichter: JP Doyle (England) |
| 14. Dezember 2014 17:15 WEZ | (12:0) Bericht |         |              | Parc y Scarlets, Llanelli Zuschauer: 7.230 Schiedsrichter: JP Doyle (England) |

| 16. Januar 2015 19:45 WEZ | Leicester Tigers | 40 : 23 | Scarlets | Welford Road Stadium, Leicester Zuschauer: 18.913 Schiedsrichter: Pascal Gaüzère (Frankreich) |
| 16. Januar 2015 19:45 WEZ | (14:11) Bericht  |         |          | Welford Road Stadium, Leicester Zuschauer: 18.913 Schiedsrichter: Pascal Gaüzère (Frankreich) |

| 17. Januar 2015 16:15 MEZ | RC Toulon       | 60 : 22 | Ulster Rugby | Stade Mayol, Toulon Zuschauer: 13.781 Schiedsrichter: Leighton Hodges (Wales) |
| 17. Januar 2015 16:15 MEZ | (27:10) Bericht |         |              | Stade Mayol, Toulon Zuschauer: 13.781 Schiedsrichter: Leighton Hodges (Wales) |

| 24. Januar 2015 17:30 WEZ | Scarlets       | 3 : 26 | RC Toulon | Parc y Scarlets, Llanelli Zuschauer: 9.267 Schiedsrichter: Wayne Barnes (England) |
| 24. Januar 2015 17:30 WEZ | (3:19) Bericht |        |           | Parc y Scarlets, Llanelli Zuschauer: 9.267 Schiedsrichter: Wayne Barnes (England) |

| 24. Januar 2015 17:30 WEZ | Ulster Rugby   | 26 : 7 | Leicester Tigers | Ravenhill Stadium, Belfast Zuschauer: 15.659 Schiedsrichter: Pascal Gaüzère (Frankreich) |
| 24. Januar 2015 17:30 WEZ | (12:0) Bericht |        |                  | Ravenhill Stadium, Belfast Zuschauer: 15.659 Schiedsrichter: Pascal Gaüzère (Frankreich) |

### Gruppe 4
|    | Team                      | Spiele | Siege | Unent. | Ndlg. | Spiel- punkte | Diff. | Bonus- punkte | Tabellen- punkte |
| -- | ------------------------- | ------ | ----- | ------ | ----- | ------------- | ----- | ------------- | ---------------- |
| 1. | Bath Rugby                | 6      | 4     | 0      | 2     | 146:108       | + 38  | 3             | 19               |
| 2. | Stade Toulousain          | 6      | 4     | 0      | 2     | 126:124       | + 2   | 1             | 17               |
| 3. | Glasgow Warriors          | 6      | 3     | 0      | 3     | 108:84        | + 24  | 3             | 15               |
| 4. | Montpellier Hérault Rugby | 6      | 1     | 0      | 5     | 90:154        | − 64  | 2             | 6                |

| 18. Oktober 2014 15:15 WESZ | Glasgow Warriors | 37 : 10 | Bath Rugby | Scotstoun Stadium, Glasgow Zuschauer: 6.746 Schiedsrichter: Jérôme Garcès (Frankreich) |
| 18. Oktober 2014 15:15 WESZ | (23:10) Bericht  |         |            | Scotstoun Stadium, Glasgow Zuschauer: 6.746 Schiedsrichter: Jérôme Garcès (Frankreich) |

| 19. Oktober 2014 14:00 MESZ | Stade Toulousain | 30 : 23 | Montpellier Hérault Rugby | Stade Ernest-Wallon, Toulouse Zuschauer: 14.500 Schiedsrichter: Wayne Barnes (England) |
| 19. Oktober 2014 14:00 MESZ | (13:10) Bericht  |         |                           | Stade Ernest-Wallon, Toulouse Zuschauer: 14.500 Schiedsrichter: Wayne Barnes (England) |

| 25. Oktober 2014 15:15 WESZ | Bath Rugby    | 19 : 21 | Stade Toulousain | Recreation Ground, Bath Zuschauer: 13.360 Schiedsrichter: Nigel Owens (England) |
| 25. Oktober 2014 15:15 WESZ | (6:7) Bericht |         |                  | Recreation Ground, Bath Zuschauer: 13.360 Schiedsrichter: Nigel Owens (England) |

| 25. Oktober 2014 17:15 MESZ | Montpellier Hérault Rugby | 13 : 15 | Glasgow Warriors | Altrad Stadium, Montpellier Zuschauer: 11.089 Schiedsrichter: JP Doyle (England) |
| 25. Oktober 2014 17:15 MESZ | (6:9) Bericht             |         |                  | Altrad Stadium, Montpellier Zuschauer: 11.089 Schiedsrichter: JP Doyle (England) |

| 5. Dezember 2014 20:45 MEZ | Montpellier Hérault Rugby | 5 : 30 | Bath Rugby | Altrad Stadium, Montpellier Zuschauer: 5.000 Schiedsrichter: Ian Davies (Wales) |
| 5. Dezember 2014 20:45 MEZ | (0:23) Bericht            |        |            | Altrad Stadium, Montpellier Zuschauer: 5.000 Schiedsrichter: Ian Davies (Wales) |

| 7. Dezember 2014 16:15 MEZ | Stade Toulousain | 19 : 11 | Glasgow Warriors | Stade Ernest-Wallon, Toulouse Zuschauer: 16.670 Schiedsrichter: John Lacey (Irland) |
| 7. Dezember 2014 16:15 MEZ | (9:3) Bericht    |         |                  | Stade Ernest-Wallon, Toulouse Zuschauer: 16.670 Schiedsrichter: John Lacey (Irland) |

| 12. Dezember 2014 19:45 WEZ | Bath Rugby     | 32 : 12 | Montpellier Hérault Rugby | Recreation Ground, Bath Zuschauer: 13.282 Schiedsrichter: Marius Mitrea (Italien) |
| 12. Dezember 2014 19:45 WEZ | (17:0) Bericht |         |                           | Recreation Ground, Bath Zuschauer: 13.282 Schiedsrichter: Marius Mitrea (Italien) |

| 13. Dezember 2014 13:00 WEZ | Glasgow Warriors | 9 : 12 | Stade Toulousain | Scotstoun Stadium, Glasgow Zuschauer: 6.894 Schiedsrichter: Wayne Barnes (England) |
| 13. Dezember 2014 13:00 WEZ | (3:6) Bericht    |        |                  | Scotstoun Stadium, Glasgow Zuschauer: 6.894 Schiedsrichter: Wayne Barnes (England) |

| 18. Januar 2015 13:00 WEZ | Glasgow Warriors | 21 : 10 | Montpellier Hérault Rugby | Scotstoun Stadium, Glasgow Zuschauer: 6.056 Schiedsrichter: Luke Pearce (England) |
| 18. Januar 2015 13:00 WEZ | (7:10) Bericht   |         |                           | Scotstoun Stadium, Glasgow Zuschauer: 6.056 Schiedsrichter: Luke Pearce (England) |

| 18. Januar 2015 16:15 MEZ | Stade Toulousain | 18 : 35 | Bath Rugby | Stade Ernest-Wallon, Toulouse Zuschauer: 16.061 Schiedsrichter: George Clancy (Irland) |
| 18. Januar 2015 16:15 MEZ | (15:25) Bericht  |         |            | Stade Ernest-Wallon, Toulouse Zuschauer: 16.061 Schiedsrichter: George Clancy (Irland) |

| 25. Januar 2015 13:00 WEZ | Bath Rugby    | 20 : 15 | Glasgow Warriors | Recreation Ground, Bath Zuschauer: 13.349 Schiedsrichter: John Lacey (Irland) |
| 25. Januar 2015 13:00 WEZ | (6:7) Bericht |         |                  | Recreation Ground, Bath Zuschauer: 13.349 Schiedsrichter: John Lacey (Irland) |

| 25. Januar 2015 14:00 MEZ | Montpellier Hérault Rugby | 27 : 26 | Stade Toulousain | Altrad Stadium, Montpellier Zuschauer: 10.467 Schiedsrichter: Greg Garner (England) |
| 25. Januar 2015 14:00 MEZ | (9:13) Bericht            |         |                  | Altrad Stadium, Montpellier Zuschauer: 10.467 Schiedsrichter: Greg Garner (England) |

### Gruppe 5
|    | Team                   | Spiele | Siege | Unent. | Ndlg. | Spiel- punkte | Diff. | Bonus- punkte | Tabellen- punkte |
| -- | ---------------------- | ------ | ----- | ------ | ----- | ------------- | ----- | ------------- | ---------------- |
| 1. | Racing Métro 92        | 6      | 5     | 1      | 0     | 168:69        | + 99  | 2             | 24               |
| 2. | Northampton Saints     | 6      | 4     | 0      | 2     | 178:82        | + 96  | 3             | 19               |
| 3. | Ospreys                | 6      | 1     | 1      | 4     | 110:121       | − 11  | 3             | 9                |
| 4. | Benetton Rugby Treviso | 6      | 1     | 0      | 5     | 62:246        | − 184 | 0             | 4                |

| 18. Oktober 2014 18:15 MESZ | Racing Métro 92 | 20 : 11 | Northampton Saints | Stade Olympique Yves-du-Manoir, Colombes Zuschauer: 9.180 Schiedsrichter: George Clancy (Irland) |
| 18. Oktober 2014 18:15 MESZ | (10:3) Bericht  |         |                    | Stade Olympique Yves-du-Manoir, Colombes Zuschauer: 9.180 Schiedsrichter: George Clancy (Irland) |

| 19. Oktober 2014 13:00 WESZ | Ospreys        | 42 : 7 | Benetton Rugby Treviso | Liberty Stadium, Swansea Zuschauer: 7.625 Schiedsrichter: Pascal Gaüzère (Frankreich) |
| 19. Oktober 2014 13:00 WESZ | (23:0) Bericht |        |                        | Liberty Stadium, Swansea Zuschauer: 7.625 Schiedsrichter: Pascal Gaüzère (Frankreich) |

| 25. Oktober 2014 17:15 WESZ | Northampton Saints | 34 : 6 | Ospreys | Franklin’s Gardens, Northampton Zuschauer: 13.362 Schiedsrichter: Romain Poite (Frankreich) |
| 25. Oktober 2014 17:15 WESZ | (20:3) Bericht     |        |         | Franklin’s Gardens, Northampton Zuschauer: 13.362 Schiedsrichter: Romain Poite (Frankreich) |

| 26. Oktober 2014 18:15 MEZ | Benetton Rugby Treviso | 10 : 26 | Racing Métro 92 | Stadio Comunale di Monigo, Treviso Zuschauer: 3.711 Schiedsrichter: Luke Pearce (England) |
| 26. Oktober 2014 18:15 MEZ | (3:6) Bericht          |         |                 | Stadio Comunale di Monigo, Treviso Zuschauer: 3.711 Schiedsrichter: Luke Pearce (England) |

| 6. Dezember 2014 14:00 MEZ | Benetton Rugby Treviso | 15 : 38 | Northampton Saints | Stadio Comunale di Monigo, Treviso Zuschauer: 3.786 Schiedsrichter: Peter Fitzgibbon (Irland) |
| 6. Dezember 2014 14:00 MEZ | (3:12) Bericht         |         |                    | Stadio Comunale di Monigo, Treviso Zuschauer: 3.786 Schiedsrichter: Peter Fitzgibbon (Irland) |

| 6. Dezember 2014 15:15 WEZ | Ospreys        | 19 : 19 | Racing Métro 92 | Liberty Stadium, Swansea Zuschauer: 7.164 Schiedsrichter: JP Doyle (England) |
| 6. Dezember 2014 15:15 WEZ | (6:16) Bericht |         |                 | Liberty Stadium, Swansea Zuschauer: 7.164 Schiedsrichter: JP Doyle (England) |

| 13. Dezember 2014 15:15 WEZ | Northampton Saints | 67 : 0 | Benetton Rugby Treviso | Franklin’s Gardens, Northampton Zuschauer: 13.344 Schiedsrichter: Pascal Gaüzère (Frankreich) |
| 13. Dezember 2014 15:15 WEZ | (24:0) Bericht     |        |                        | Franklin’s Gardens, Northampton Zuschauer: 13.344 Schiedsrichter: Pascal Gaüzère (Frankreich) |

| 13. Dezember 2014 18:15 MEZ | Racing Métro 92 | 18 : 14 | Ospreys | MMArena, Le Mans Zuschauer: 16.258 Schiedsrichter: Greg Garner (England) |
| 13. Dezember 2014 18:15 MEZ | (15:0) Bericht  |         |         | MMArena, Le Mans Zuschauer: 16.258 Schiedsrichter: Greg Garner (England) |

| 18. Januar 2015 17:30 WEZ | Ospreys        | 9 : 20 | Northampton Saints | Liberty Stadium, Swansea Zuschauer: 7.308 Schiedsrichter: Jérôme Garcès (Frankreich) |
| 18. Januar 2015 17:30 WEZ | (9:17) Bericht |        |                    | Liberty Stadium, Swansea Zuschauer: 7.308 Schiedsrichter: Jérôme Garcès (Frankreich) |

| 18. Januar 2015 18:30 MEZ | Racing Métro 92 | 53 : 7 | Benetton Rugby Treviso | Stade Olympique Yves-du-Manoir, Colombes Zuschauer: 5.817 Schiedsrichter: JP Doyle (England) |
| 18. Januar 2015 18:30 MEZ | (19:0) Bericht  |        |                        | Stade Olympique Yves-du-Manoir, Colombes Zuschauer: 5.817 Schiedsrichter: JP Doyle (England) |

| 24. Januar 2015 15:15 WEZ | Northampton Saints | 8 : 32 | Racing Métro 92 | Franklin’s Gardens, Northampton Zuschauer: 13.362 Schiedsrichter: Nigel Owens (Wales) |
| 24. Januar 2015 15:15 WEZ | (3:11) Bericht     |        |                 | Franklin’s Gardens, Northampton Zuschauer: 13.362 Schiedsrichter: Nigel Owens (Wales) |

| 24. Januar 2015 16:15 MEZ | Benetton Rugby Treviso | 23 : 20 | Ospreys | Stadio Comunale di Monigo, Treviso Zuschauer: 2.780 Schiedsrichter: Mathieu Raynal (Frankreich) |
| 24. Januar 2015 16:15 MEZ | (16:12) Bericht        |         |         | Stadio Comunale di Monigo, Treviso Zuschauer: 2.780 Schiedsrichter: Mathieu Raynal (Frankreich) |

## K.-o.-Runde

### Setzliste
1. Racing Métro 92
2. RC Toulon
3. ASM Clermont Auvergne
4. Leinster Rugby
5. Bath Rugby
6. Northampton Saints
7. Wasps RFC
8. Saracens

### Viertelfinale
| 4. April 2015 15:15 WESZ | Leinster Rugby                                          | 18 : 15        | Bath Rugby                                                                                    | Aviva Stadium, Dublin Zuschauer: 43.958 Schiedsrichter: Jérôme Garcès (Frankreich) |
| 4. April 2015 15:15 WESZ | Straftritte: Madigan (6/6) 13., 24., 27., 34., 38., 52. | (15:5) Bericht | Versuche: Ford 20. n. erh. Hooper 46. erh. Erhöhungen: Ford (1/2) Straftritte: Ford (1/2) 73. | Aviva Stadium, Dublin Zuschauer: 43.958 Schiedsrichter: Jérôme Garcès (Frankreich) |

| 4. April 2015 18:45 MESZ | ASM Clermont Auvergne | 37 : 5         | Northampton Saints           | Stade Marcel-Michelin, Clermont-Ferrand Zuschauer: 17.730 Schiedsrichter: John Lacey (Irland) |
| 4. April 2015 18:45 MESZ | Versuche: Nakaitaci 12. erh., 30. erh. Fofana 37. erh. Abendanon 54. erh. Erhöhungen: James (4/4) Straftritte: James (3/3) 4., 25., 46. | (27:0) Bericht | Versuche: Waller 66. n. erh. | Stade Marcel-Michelin, Clermont-Ferrand Zuschauer: 17.730 Schiedsrichter: John Lacey (Irland) |

| 5. April 2015 13:45 MESZ | Racing Métro 92                                                      | 11 : 12       | Saracens                                                             | Stade Olympique Yves-du-Manoir, Colombes Zuschauer: 12.113 Schiedsrichter: Nigel Owens (Wales) |
| 5. April 2015 13:45 MESZ | Versuche: Machenaud 26. n.erh. Straftritte: Machenaud (2/2) 60., 70. | (5:6) Bericht | Straftritte: Hodgson (2/4) 5., 40. Goode (1/1) 47. Bosch (1/1) 80.+1 | Stade Olympique Yves-du-Manoir, Colombes Zuschauer: 12.113 Schiedsrichter: Nigel Owens (Wales) |

| 5. April 2015 16:15 MESZ | RC Toulon | 32 : 18        | Wasps RFC                                                                                        | Stade Mayol, Toulon Zuschauer: 15.228 Schiedsrichter: George Clancy (Irland) |
| 5. April 2015 16:15 MESZ | Versuche: Bastareaud 7. erh. Williams 76. erh. Erhöhungen: Michalak (2/2) Straftritte: Michalak (6/6) 16., 22., 27., 35., 38., 68. | (22:6) Bericht | Versuche: Helu 53. erh., 72. n.erh. Erhöhungen: Goode (1/2) Straftritte: Lozowski (2/2) 12., 25. | Stade Mayol, Toulon Zuschauer: 15.228 Schiedsrichter: George Clancy (Irland) |

### Halbfinale
| 18. April 2015 16:15 MESZ | ASM Clermont Auvergne                                                               | 13 : 9        | Saracens                                                                      | Stade Geoffroy-Guichard, Saint-Étienne Zuschauer: 41.500 Schiedsrichter: George Clancy (Irland) |
| 18. April 2015 16:15 MESZ | Versuche: Fofana 43. erh. Erhöhungen: James (1/1) Straftritte: James (2/2) 25., 72. | (3:6) Bericht | Straftritte: Hodgson (1/3) 36. Farrell (1/1) 65. Dropgoals: Hodgson (1/1) 14. | Stade Geoffroy-Guichard, Saint-Étienne Zuschauer: 41.500 Schiedsrichter: George Clancy (Irland) |

| 19. April 2015 16:15 MESZ | RC Toulon | 25 : 20 n. V. | Leinster Rugby                                                                 | Stade Vélodrome, Marseille Zuschauer: 35.116 Schiedsrichter: Wayne Barnes (England) |
| 19. April 2015 16:15 MESZ | Versuche: Habana 90. erh. Erhöhungen: Halfpenny (1/1) Straftritte: Halfpenny (6/7) 5., 29., 55., 67., 83., 89. | (6:9) Bericht | Versuche: O’Brien 94. n.erh. Straftritte: Madigan (5/6) 8., 16., 20., 69., 85. | Stade Vélodrome, Marseille Zuschauer: 35.116 Schiedsrichter: Wayne Barnes (England) |

### Finale
| 2. Mai 2015 17:00 WESZ | ASM Clermont Auvergne                                                                                   | 18 : 24         | RC Toulon | Twickenham Stadium, London Zuschauer: 56.622 Schiedsrichter: Nigel Owens (Wales) |
| 2. Mai 2015 17:00 WESZ | Versuche: Fofana 24. n.erh. Abendanon 62. erh. Erhöhungen: Lopez (1/2) Straftritte: Lopez (2/2) 7., 12. | (11:16) Bericht | Versuche: Bastareaud 40. erh. Mitchell 69. n.erh. Erhöhungen: Halfpenny (1/2) Straftritte: Halfpenny (4/5) 16., 28., 32., 51. | Twickenham Stadium, London Zuschauer: 56.622 Schiedsrichter: Nigel Owens (Wales) |

| 15                 | Nick Abendanon        |                     |
| 14                 | Noa Nakaitaci         | 67.                 |
| 13                 | Jonathan Davies       |                     |
| 12                 | Wesley Fofana         |                     |
| 11                 | Napolioni Nalaga      | 54.                 |
| 10                 | Camille Lopez         |                     |
| 09                 | Morgan Parra          | 56.                 |
| 08                 | Fritz Lee             | 54.                 |
| 07                 | Damien Chouly         |                     |
| 06                 | Julien Bonnaire       |                     |
| 05                 | Sébastien Vahaamahina | 67.                 |
| 04                 | Jamie Cudmore         | 10. 16. 57. bis 65. |
| 03                 | Dawit Sirakaschwili   | 66.                 |
| 02                 | Benjamin Kayser       | 63.                 |
| 01                 | Vincent Debaty        | 47.                 |
| Auswechselspieler: |                       |                     |
| 16                 | John Ulugia           | 63.                 |
| 17                 | Thomas Domingo        | 47.                 |
| 18                 | Clément Ric           | 66.                 |
| 19                 | Julien Pierre         | 10. 16. 57. 65. 67. |
| 20                 | Julien Bardy          | 54.                 |
| 21                 | Ludovic Radosavljevic | 56.                 |
| 22                 | Mike Delany           | 67.                 |
| 23                 | Aurélien Rougerie     | 54.                 |

| 15                 | Leigh Halfpenny             |         |
| 14                 | Drew Mitchell               |         |
| 13                 | Mathieu Bastareaud          |         |
| 12                 | Juan Martín Hernández       | 66.     |
| 11                 | Bryan Habana                |         |
| 10                 | Matt Giteau                 |         |
| 09                 | Sébastien Tillous-Borde     |         |
| 08                 | Chris Masoe                 |         |
| 07                 | Steffon Armitage            |         |
| 06                 | Juan Smith                  | 58.     |
| 05                 | Ali Williams                |         |
| 04                 | Bakkies Botha               | 47.     |
| 03                 | Carl Hayman                 | 63. 76. |
| 02                 | Guilhem Guirado             | 63.     |
| 01                 | Xavier Chiocci              | 48.     |
| Auswechselspieler: |                             |         |
| 16                 | Jean-Charles Orioli         | 63.     |
| 17                 | Alexandre Menini            | 48.     |
| 18                 | Lewan Tschilatshawa         | 63. 76. |
| 19                 | Juan Martín Fernández Lobbe | 58.     |
| 20                 | Virgile Bruni               |         |
| 21                 | Rudi Wulf                   | 66.     |
| 22                 | Frédéric Michalak           |         |
| 23                 | Romain Taofifénua           | 47.     |

## Statistik

### Meiste erzielte Versuche
Quelle: epcrugby.com
|    | Name               | Versuche | Verein             |
| -- | ------------------ | -------- | ------------------ |
| 1. | George North       | 7        | Northampton Saints |
| 2. | Mathieu Bastareaud | 5        | RC Toulon          |
| 2. | Darren Cave        | 5        | Ulster Rugby       |
| 2. | Bryan Habana       | 5        | RC Toulon          |
| 2. | Juan Imhoff        | 5        | Racing Métro 92    |

### Meiste erzielte Punkte
|    | Name            | Punkte | Verein                |
| -- | --------------- | ------ | --------------------- |
| 1. | Ian Madigan     | 113    | Leinster Rugby        |
| 2. | Leigh Halfpenny | 106    | RC Toulon             |
| 3. | George Ford     | 79     | Bath Rugby            |
| 4. | Camille Lopez   | 75     | ASM Clermont Auvergne |
| 5. | Ian Keatley     | 63     | Munster Rugby         |